# Unione Sportiva Viterbese 2003-2004
Questa pagina raccoglie le informazioni riguardanti l'Unione Sportiva Viterbese nelle competizioni ufficiali della stagione 2003-2004.

## Rosa
| N. |                   | Ruolo | Calciatore            |
| -- | ----------------- | ----- | --------------------- |
|    | Italia (bandiera) | C     | Vincenzo Niola        |
|    | Italia (bandiera) | C     | Pasquale Berardi      |
|    | Italia (bandiera) | D     | Stefano Bianconi      |
|    | Italia (bandiera) | C     | Nicola Cingolani      |
|    | Italia (bandiera) | C     | Girolamo D'Alessandro |
|    | Italia (bandiera) | D     | Giovanni De Toma      |
|    | Italia (bandiera) | D     | Fabio Di Sauro        |
|    | Italia (bandiera) | A     | Felice Evacuo         |
|    | Italia (bandiera) | C     | Massimiliano Favo     |
|    | Italia (bandiera) | C     | Andrea Filosi         |
|    | Italia (bandiera) | A     | Alessandro Frau       |
|    | Italia (bandiera) | C     | Tommaso Gamboni       |
|    | Italia (bandiera) | C     | Alessandro Gazzi      |

| N. |                   | Ruolo | Calciatore            |
| -- | ----------------- | ----- | --------------------- |
|    | Italia (bandiera) | D     | Roberto Gimmelli      |
|    | Italia (bandiera) | C     | Osvaldo Mannucci      |
|    | Italia (bandiera) | A     | Omar Martinetti       |
|    | Italia (bandiera) | A     | Flavio Marzullo       |
|    | Italia (bandiera) | D     | Marco Moretti         |
|    | Italia (bandiera) | D     | Marco Mugnaini        |
|    | Italia (bandiera) | P     | Antonio Musella       |
|    | Italia (bandiera) | P     | Gabriele Paoletti     |
|    | Italia (bandiera) | D     | Marco Pollini         |
|    | Italia (bandiera) | D     | Daniele Rambaldi      |
|    | Italia (bandiera) | A     | Vincenzo Santoruvo    |
|    | Italia (bandiera) | D     | Lorenzo Sibilano      |
|    | Italia (bandiera) | P     | Massimiliano Mazzetta |

## Risultati

### Campionato

#### Girone di andata
| 31 agosto 2003 1ª giornata | Viterbese | 2 – 0 | Lanciano |  |

| 7 settembre 2003 2ª giornata | Martina | 2 – 2 | Viterbese |  |

| 14 settembre 2003 3ª giornata | Viterbese | 3 – 0 | Chieti |  |

| 21 settembre 2003 4ª giornata | Sporting Benevento | 0 – 1 | Viterbese |  |

| 28 settembre 2003 5ª giornata | Viterbese | 2 – 0 | Catanzaro |  |

| 5 novembre 2003 6ª giornata | Foggia | 0 – 0 | Viterbese |  |

| 12 ottobre 2003 7ª giornata | Viterbese | 3 – 1 | Fermana |  |

| 19 ottobre 2003 8ª giornata | Acireale | 0 – 1 | Viterbese |  |

| 26 ottobre 2003 9ª giornata | Viterbese | 1 – 1 | Sambenedettese |  |

| 2 novembre 2003 10ª giornata | Taranto | 1 – 0 | Viterbese |  |

| 9 novembre 2003 11ª giornata | Viterbese | 2 – 0 | Paternò |  |

| 16 novembre 2003 12ª giornata | Viterbese | 3 – 1 | Sora |  |

| 23 novembre 2003 13ª giornata | Giulianova | 1 – 1 | Viterbese |  |

| 7 dicembre 2003 14ª giornata | Crotone | 1 – 0 | Viterbese |  |

| 14 dicembre 2003 15ª giornata | Viterbese | 1 – 0 | Vis Pesaro |  |

| 21 dicembre 2003 16ª giornata | L'Aquila | 0 – 0 | Viterbese |  |

| 6 gennaio 2003 17ª giornata | Viterbese | 2 – 4 | Teramo |  |

#### Girone di ritorno
| 11 gennaio 2004 18ª giornata | Lanciano | 0 – 1 | Viterbo |  |

| 18 gennaio 2004 19ª giornata | Viterbo | 3 – 1 | Martina |  |

| 1º febbraio 2004 20ª giornata | Chieti | 0 – 1 | Viterbo |  |

| 8 febbraio 2004 21ª giornata | Viterbo | 0 – 0 | Sporting Benevento |  |

| 15 febbraio 2004 22ª giornata | Catanzaro | 1 – 1 | Viterbo |  |

| 22 febbraio 2004 23ª giornata | Viterbo | 1 – 1 | Foggia |  |

| 7 marzo 2004 24ª giornata | Fermana | 0 – 0 | Viterbo |  |

| 14 marzo 2004 25ª giornata | Viterbo | 1 – 1 | Acireale |  |

| 21 marzo 2004 26ª giornata | Sambenedettese | 2 – 2 | Viterbo |  |

| 28 marzo 2004 27ª giornata | Viterbo | 1 – 0 | Taranto |  |

| 4 aprile 2004 28ª giornata | Paternò | 4 – 2 | Viterbo |  |

| 10 aprile 2004 29ª giornata | Sora | 1 – 1 | Viterbo |  |

| 18 aprile 2004 30ª giornata | Viterbo | 0 – 2 | Giulianova |  |

| 25 aprile 2004 31ª giornata | Viterbo | 2 – 1 | Crotone |  |

| 2 maggio 2004 32ª giornata | Vis Pesaro | 1 – 1 | Viterbo |  |

| 9 maggio 2004 33ª giornata | Viterbo | 2 – 1 | L'Aquila |  |

| 16 maggio 2004 34ª giornata | Teramo | 1 – 2 | Viterbo |  |